# Levada (stanice metra v Charkově)
Levada (ukrajinsky Левада), je stanice charkovského metra na Cholodnohirsko-Zavodské lince. V blízkosti charkovské železniční stanice Charkiv-Levada.
Za stanicí se nachází traťová spojka na třetí linku.

## Charakteristika
Stanice je trojlodní, obklad pilířů a kolejové zdi je z mramoru bílé barvy. Kolejová zeď je obložena u názvu stanice šedě obarvenou žulou.  
Stanice má dva vestibuly, první vestibul má dva východy ústící na ulici Verchadskoho a třetí východ ústící do nádraží Charkiv-Levada. Druhý vestibul má dva východy, které také ústí na ulici Verchadskoho a třetí východ ústící na malé náměstí. Všechny dva vestibuly jsou s nástupištěm propojeny schodištěm.